# Ranunculus bullatus
Ranunculus bullatus L. – gatunek rośliny z rodziny jaskrowatych (Ranunculaceae Juss.). Występuje naturalnie w północnej Afryce, południowej Europie oraz zachodniej Azji. 

## Rozmieszczenie geograficzne
Rośnie naturalnie w Tunezji, północnej części Algierii, w Maroku, Portugalii, Hiszpanii (łącznie z Balearami), na francuskiej wyspie Korsyce, we Włoszech (łącznie z Sardynią i Sycylią), Grecji (łącznie z Kretą) oraz na tureckich wyspach na Morzu Śródziemnym. 

## Morfologia
PokrójNiska bylina o owłosionych pędach. Dorasta do 5–25 cm wysokości.
LiścieMa tylko liście odziomkowe. Mają owalny lub okrągły kształt. Brzegi są ząbkowane. Osadzone są na ogonkach liściowych.
KwiatySą pojedyncze. Pojawiają się na szczytach pędów. Mają żółtą barwę. Dorastają do 18–26 mm średnicy. Mają od 5 do 12 jajowatych lub podłużnych płatków.

## Biologia i ekologia
Rośnie na terenach skalistych. Kwitnie od listopada do marca. Preferuje stanowiska w pełnym nasłonecznieniu. Dobrze rośnie na żyznym, dobrze przepuszczalnym podłożu. 